# Anna Reuß-Gaudelius
Anna Reuß-Gaudelius, geborene Anna Reuß, (9. Mai 1818 in Neu-Ötting – 24. April 1861 in Hamburg) war eine deutsche Theaterschauspielerin und Sängerin (Sopran).

## Leben
Reuß-Gaudelius sang zuerst in Messen, und zwar mit solchem Erfolg, dass sie veranlasst wurde, sich weiter musikalisch auszubilden. Sie ging zur Bühne, fand jedoch daselbst, und zwar zuerst in München, mehr Beifall als Schauspielerin, so dass sie nicht nur als Sängerin, sondern auch als Darstellerin mit großem Glück auftrat. Charlotte Birch-Pfeiffer erkannte ihre außerordentliche Begabung und engagierte sie sofort auf drei Jahre für Zürich. Hierauf gastierte sie an hervorragenden Bühnen und verstand es, sich überall die volle Kunst des Publikums zu erwerben und zu erhalten. Ihre nächsten Engagements waren Reval (wo sie den Schauspieler Karl Gaudelius heiratete), die vereinigten Hoftheater Bernburg-Ballenstedt und schließlich Altona. Namentlich in der letzteren Stadt wurde sie, man könnte sagen, auf den Händen getragen und bot daselbst Leistungen, die noch lange im Gedächtnis der Theaterbesucher einen Ehrenplatz behaupteten. Ihre „Norma“, „Lucrezia Borgia“, „Frau Fluth“, „Regimentstochter“, sowie ihre Darbietungen im Schauspiel erfuhren die höchste Würdigung. Gelegentlich eines Gastspiels in Rendsburg sollte sie als „Mathilde“ im Tell zum letzten Mal am 22. April 1861 die Bühne betreten. Wohl kehrte sie anscheinend gesund nach Altona zurück, aber zwei Tage später starb sie.